# Казале (Ла Специја)
Казале је насеље у Италији у округу Ла Специја, региону Лигурија.
Према процени из 2011. у насељу је живело 109 становника. Насеље се налази на надморској висини од 183 м.